# مجموعة الحبيب الطبية
مجموعة الدكتور سليمان الحبيب للخدمات الطبيّة (بالإنجليزية: Dr. Sulaiman Al Habib Medical Group) تعرف اختصاراً بـ (HMG) في عام 1995م، هي عبارة عن مجموعة من المراكز الطبية قام بإنشائها الدكتور سليمان الحبيب بكل من: المملكة العربية السعودية والبحرين والإمارات العربية المتحدة.

## النشاط
يتمثل نشاط المجموعة في تقديم الخدمات الصحية الخاصة والخدمات المساندة لعملياتها في المملكة والمنطقة من خلال إقامة وإدارة وتشغيل المستشفيات والمجمعات الطبية العامة والمتخصصة ومراكز جراحة اليوم الواحد والمنشآت الصيدلانية، والمجالات المساندة الأخرى والتي تشمل تقديم خدمات الرعاية الصحية المنزلية والمختبرات الطبية المتخصصة وخدمات تقنية وأنظمة المعلومات وخدمات صيانة المرافق.

## التاريخ
تأسست الشركة كمؤسسة فردية باسم (مجمع عيادات الدكتور سليمان عبد العزيز الحبيب للخدمات الطبية) بسجل تجاري رقم 1010118330 وتاريخ 11/06/1414هـ (الموافق 25/11/1993م) ورأس مال يبلغ مائة ألف (100,000) ريال سعودي.
في 23/05/1428هـ (الموافق 10/06/2007م) تمّ تحويل المؤسسة الفردية إلى شركة ذات مسؤولية محدودة باسم (شركة مجمع عيادات الدكتور سليمان الحبيب للخدمات الطبية) ورأس مال قدره خمسمائة ألف (500,000) ريال سعودي مكون من خمسمائة (500) حصة تبلغ قيمة كل حصة ألف (1,000) ريال سعودي.
قامت الشركة بتغيير اسمها بتاريخ 11/07/1431هـ (الموافق 23/06/2010م) ليصبح (شركة مجمع عيادات الدكتور سليمان الحبيب للخدمات الطبية القابضة).
بموجب قرار الشركاء بتاريخ 27/01/1435هـ (الموافق 30/11/2013م)، تمت زيادة رأس مال الشركة إلى مليونين (2,000,000) ريال سعودي مقسّم إلى مائتي ألف (200,000) حصة بقيمة اسمية قدرها عشرة (10) ريالات سعودية للحصة الواحدة.
بتاريخ 26/02/1435هـ (الموافق 29/12/2013م) تمّ تحويل الشركة من شركة ذات مسؤولية محدودة إلى شركة مساهمة مقفلة بموجب قرار وزير التجارة والاستثمار رقم (38/ق) وتاريخ 26/02/1435هـ (الموافق 29/12/2013م).
قامت الشركة أيضاً بتغيير اسمها بتاريخ 19/08/1435هـ (الموافق 17/06/2014م) ليصبح (شركة مجموعة الدكتور سليمان الحبيب للخدمات الطبية القابضة) وذلك بموجب قرار الجمعية العامة غير العادية بتاريخ 19/08/1435هـ (الموافق 17/06/2014م).
بموجب قرار الجمعية العامة غير العادية المنعقدة بتاريخ 01/04/1436هـ (الموافق 21/01/2015م)، تمت زيادة رأس مال الشركة إلى (2,800,000,000) ريال سعودي مقسّم إلى مائتين وثمانين مليون (280,000,000) سهم عادي بقيمة اسمية قدرها عشرة (10) ريالات سعودية للسهم الواحد.
بموجب قرار الجمعية العامة غير العادية المنعقدة بتاريخ 26/10/1436هـ (الموافق 11/08/2015م)، تمت زيادة رأس مال الشركة مرة أخرى إلى ثلاثة مليارات وخمسمائة مليون (3,500,000,000) ريال سعودي مقسّم إلى ثلاثمائة وخمسين مليون (350,000,000) سهم عادي بقيمة اسمية قدرها عشرة (10) ريالات سعودية للسهم الواحد.
بموجب قرار الجمعية العمومية غير العادية بتاريخ 10/1/1438هـ (الموافق 11/10/2016م)، قامت الشركة بتغيير اسمها مرة أخرى ليصبح (شركة مجموعة الدكتور سليمان الحبيب للخدمات الطبية).تم إدراج أسهم الشركة في السوق المالية السعودية (تداول) في 17 مارس عام 2020م
بحسب ما أعلنته المجموعة ارتفعت أرباح مجموعة الدكتور سليمان الحبيب للخدمات الطبية خلال العام 2023 بنسبة 24% إلى 2.05 مليار ريال 546 مليون دولار.

## المستشفيات والمراكز التابعة
تشتمل المجموعة على عدد من المستشفيات:

### داخل السعودية
- مستشفيات

1. مجمع العليا الطبي «الرياض».
2. مستشفى الريان «الرياض».
3. المستشفى التخصصي «الرياض».
4. المستشفى الصحافة «الرياض».
5. مستشفى السويدي «الرياض».
6. مستشفى الحمرا «الرياض».
7. مستشفى العظام والعمود الفقري «الرياض».
8. مستشفى الولادة «الرياض».
9. مستشفى صحة المرأة «الرياض».
10. مستشفى المحمدية «جدة».
11. مستشفى الفيحاء «جدة».
12. مستشفى القصيم.
13. مستشفى الخرج.

- مراكز

1. مركز النرجس «الرياض».
2. مركز الغدير «الرياض».
3. مركز المدينة الرقمية «الرياض».
4. مركز الحي الدبلوماسي «الرياض».
5. مركز البريدة «القصيم».

### خارج السعودية
- دبي:

1. مركز طريق الشيخ زايد.
2. مركز دبي للرعاية الصحية.

- البحرين:

1. المركز الطبي الجامعي «مدينة الملك عبد الله الطبية».

## الشركات التابعة
| اسم الشركة التابعة                            | نسبة الملكية | النشاط الرئيسي               | مكان العمليات | مكان التأسيس |
| --------------------------------------------- | ------------ | ---------------------------- | ------------- | ------------ |
| شركة مجمع صحة العليا الطبي                    | 100.00%      | مستشفى                       | السعودية      | السعودية     |
| شركة صيدليات الشرق الأوسط                     | 100.00%      | صيدلية                       | السعودية      | السعودية     |
| مستشفى الدكتور سليمان الحبيب منطقة حرة ذ.م.م. | 100.00%      | مستشفى                       | الإمارات      | الإمارات     |
| شركة مستشفى بريدة التخصصي للرعاية الطبية      | 100.00%      | مستشفى                       | السعودية      | السعودية     |
| شركة مستشفى الريان للرعاية الطبية             | 100.00%      | مستشفى                       | السعودية      | السعودية     |
| شركة العناية الصحية المنزلية                  | 100.00%      | العناية الصحية المنزلية      | السعودية      | السعودية     |
| شركة مستشفى الغرب التخصصي للرعاية الطبية      | 100.00%      | مستشفى                       | السعودية      | السعودية     |
| شركة المختبرات التشخيصية الطبية               | 100.00%      | خدمات مخبرية                 | السعودية      | السعودية     |
| شركة صحة السويدي الطبية                       | 100.00%      | مستشفى                       | السعودية      | السعودية     |
| شركة حلول السحابة للاتصالات وتقنية المعلومات  | 100.00%      | خدمات تقنية المعلومات        | السعودية      | السعودية     |
| شركة العناية المركزة للرعاية الطبية           | 100.00%      | خدمات طبية                   | السعودية      | السعودية     |
| شركة صحة الشرق الطبية المحدودة                | 50.00%       | مستشفى                       | السعودية      | السعودية     |
| شركة الوسطى الطبية المحدودة                   | 50.00%       | مستشفى                       | السعودية      | السعودية     |
| شركة مستشفى غرب جدة                           | 50.00%       | مستشفى                       | السعودية      | السعودية     |
| شركة شمال الرياض للرعاية الطبية               | 100.00%      | مستشفى                       | السعودية      | السعودية     |
| شركة مستشفى المحمدية للرعاية الطبية           | 100.00%      | مستشفى                       | السعودية      | السعودية     |
| شركة تسويات الإدارية                          | 100.00%      | ادارة دورة الإيرادات         | السعودية      | السعودية     |
| شركة المراكز الأولية للرعاية الطبية           | 100.00%      | مراكز الرعاية الصحية الأولية | السعودية      | السعودية     |
| شركة روابط الطبية                             | 100.00%      | الطب الاتصالي                | السعودية      | السعودية     |
| شركة فلو الطبية                               | 100.00%      | صيانة المعدات الطبية         | السعودية      | السعودية     |
| شركة صحة الخرج للرعاية الطبية                 | 100.00%      | مستشفى                       | السعودية      | السعودية     |

## البيانات
| تاريخ التأسيس | تاريخ الادراج | الرمز الدولي | نهاية السنة المالية | مراجعي الحسابات          |
| ------------- | ------------- | ------------ | ------------------- | ------------------------ |
| 1993-11-25    | 2020-03-17    | SA1510P1UMH1 | 31/12               | شركة إرنست ويونغ وشركاهم |

## ملف الأسهم
| رأس المال المصرح به (ريال سعودي) | عدد الأسهم المصدرة | رأس المال المدفوع (ريال سعودي) | القيمة الاسمية للسهم | القيمة المدفوعة للسهم |
| -------------------------------- | ------------------ | ------------------------------ | -------------------- | --------------------- |
| 3,500,000,000                    | 350,000,000        | 3,500,000,000                  | 10                   | 10                    |

- آخر تحديث:2020-03-16

## أنظر أيضاً
- السعودي الألماني الصحية
- المواساة للخدمات الطبية
- مجموعة أندلسية
- مجموعة علاج الطبية
- مجموعة مستشفيات المانع
- مجموعة العبير الطبية
- مجموعة فقيه للرعاية الصحية
- مستشفيات الحياة الوطني
- مستشفيات دله
- مستشفيات الحمادي
- الوطنية للرعاية الطبية
- قائمة المستشفيات في السعودية